# ITSA Radio
UniBarranquilla Radio es una emisora de radio colombiana, fundada en el año 2000 con el nombre de ITSA Radio, que emite desde el municipio de Soledad (Atlántico). Es propiedad de la Institución Universitaria de Barranquilla.

## Historia
Por gestión directa adelantada por el rector de ese entonces, Carlos Javier Prasca Muñoz, el Ministerio de Tecnologías de la Información y las Comunicaciones, mediante la Resolución 1915 del 14 de septiembre de 2000, otorga a la Institución Universitaria ITSA una estación de radiodifusión sonora en frecuencia modulada FM, a través de una emisora denominada ITSA RADIO que opera en la frecuencia 106.6 MHz, potencia de operación 1kW, con distintivo de llamada HJS56.